# Villaba
Villaba (en cebuano Lungsod sa Villaba ; en tagalog : Bayan ng Villaba) est une municipalité de la province de Leyte, située dans la région des Visayas orientales, sur l'île de Leyte, aux Philippines.
Lors du recensement de 2020, sa population s'élève à 42 859 habitants.

## Géographie
Villaba est une municipalité côtière, sur la mer des Camotes, au nord-ouest de l'île de Leyte.
D'une superficie totale de 150,31 kilomètres carrés, Capoocan est divisée administrativement en 35 barangays : 
- Abijao
- Balite
- Bugabuga
- Cabungahan
- Cabunga-an
- Cagnocot
- Cahigan
- Calbugos
- Camporog
- Capinyahan
- Casili-on
- Catagbacan
- Fatima (Poblacion)
- Hibulangan
- Hinabuyan
- Iligay
- Jalas
- Jordan
- Libagong
- New Balanac
- Payao
- Poblacion Norte
- Poblacion Sur
- Sambulawan
- San Francisco
- Silad
- Sulpa
- Tabunok
- Tagbubunga
- Tinghub
- Bangkal
- Canquiason
- San Vicente
- Santa Cruz
- Suba

|                 | Tabango  | Leyte   |
| mer des Camotes | Villaba  | Kananga |
|                 | Matag-ob |         |